# 拉罗克加雅克
拉罗克加雅克（法語：La Roque-Gageac，法語發音：[la ʁɔk ɡaʒak]）是法国多尔多涅省的一个市镇，位于该省东南部，属于萨拉拉卡内达区。

## 地理
拉罗克加雅克（44°49'35"N, 1°10'57"E）面积7.17 平方千米，位于法国新阿基坦大区多爾多涅省，该省份为法国西南部内陆省份，是法國本土面积第三大的省，大致对应佩里戈尔地区，北起顺时针与夏朗德省、上维埃纳省、科雷兹省、洛特省、洛特-加龙省、吉倫特省和滨海夏朗德省接壤。
与拉罗克加雅克接壤的市镇（或旧市镇、城区）包括：维特拉克、多姆、塞纳克和圣于连、韦扎克。

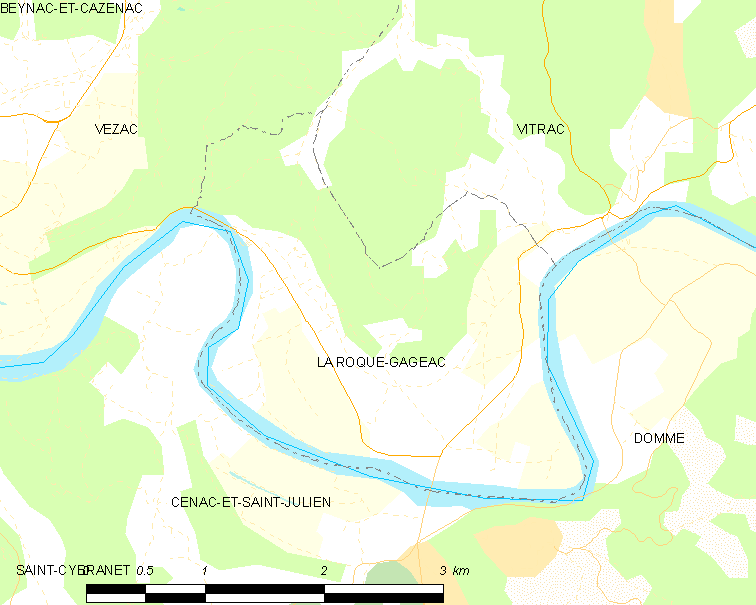
拉罗克加雅克的OSM定位图

拉罗克加雅克的时区为UTC+01:00、UTC+02:00（夏令时）。

## 行政
拉罗克加雅克的邮政编码为24250，INSEE市镇编码为24355。

## 政治
拉罗克加雅克所属的省级选区为萨拉拉卡内达县。

## 人口

1962-2008年间拉罗克加雅克人口变化图示

拉罗克加雅克于2022年1月1日时的人口数量为439人。